# Klaudia Niedźwiedzka
Klaudia Niedźwiedzka (ur. 24 grudnia 1998 w Wałbrzychu) – polska koszykarka występująca na pozycji silnej skrzydłowej, obecnie zawodniczka Pszczółki Polski-Cukier AZS-UMCS Lublin.
29 maja 2017 została zawodniczką Wisły Can-Pack Kraków. 14 maja 2018 podpisała kolejną umowę z drużyną, z Krakowa.
19 czerwca 2019 została zawodniczką Politechniki Gdańskiej.
14 lutego 2020 dołączyła do CCC Polkowice. 17 maja 2020 zawarła kontrakt z Pszczółką Polski-Cukier AZS-UMCS Lublin.

## Osiągnięcia
Stan na 16 czerwca 2022, na podstawie, o ile nie zaznaczono inaczej.
Drużynowe
- Wicemistrzyni Polski (2015, 2016, 2022[9])
- Brązowa medalistka mistrzostw Polski (2014)
- Finalistka pucharu Polski (2018)[10]
- Zwyciężczyni II Memoriału Franciszki Cegielskiej i Małgorzaty Dydek - Gdynia Super Team (2017)[11]

Indywidualne
- MVP kolejki EBLK (13 – 2021/2022)[12]
- Zaliczona do I składu kolejki EBLK (13 – 2021/2022)[13]

Reprezentacja
- Uczestniczka mistrzostw Europy:
  - U–20 (2017 – 10. miejsce)[14]
  - U–18 (2015 – 14. miejsce)
  - U–18 dywizji B (2016)
  - U–16 dywizji B (2013,  2014)